# Frank Cottrell Boyce
Frank Cottrell Boyce (Rainhill, 1959) è uno sceneggiatore e scrittore britannico.

## Biografia
Nel 2004 si impegnò nella scrittura di un adattamento cinematografico ispirato all'Odissea di Omero che avrebbe analizzato temi profondi presenti nell'opera originale come: il rapporto padre-figlio, ricerca di sé stessi e importanza della mitologia, inserendo Telemaco (figlio di Odisseo e Penelope) come figura centrale alla ricerca del padre. La premessa era di rendere il film adatto a un pubblico variegato. A distanza di diversi anni dall'annuncio del film non si seppe più nulla.

## Premi e riconoscimenti
Boyce ha ricevuto, nella sua carriera cinematografica e letteraria, diversi premi e titoli di riconoscimento a livello locale, nazionale ed europeo:
- Buch des Monats des Instituts für Jugendliteratur (Germania) — Settembre 2004, per Millions
- Carnegie Medal — 2004, per Millions
- Luchs des Jahres — 2004 (Germania), per Millions
- Eule des Monats (Germania) — Agosto 2004, per Millions
- Branford Boase Award — 2005 shortlist, for Millions
- Die besten 7 (Germania) — Aprile 2006, per Framed
- Guardian Award — 2008 shortlist, per Cosmic
- Carnegie Medal — 2009 shortlist, per Cosmic

## Romanzi
- Millions, Due Ragazzi. Un sacco di soldi. Un milione di guai (2004)
- Framed (2005)
- Quadri e ladri  (2006)
- Desirable (2008)
- Cosmic (2009)

## Filmografia
- Brookside (1982) TV Series (scriptwriter from c.1984)
- Damon and Debbie (1987) (mini) TV Series
- The Real Eddy English (1989) (mini) TV Series
- Forget About Me (1990) TV
- Coronation Street - soap opera (1960) (sceneggiatore dal 1991)
- A Woman's Guide To Adultery (1993) (TV)
- Butterfly Kiss (1995)
- New York Crossing (1996)
- Saint-Ex (1996)
- Benvenuti a Sarajevo, regia di Michael Winterbottom (1997)
- Hilary e Jackie (Hilary and Jackie), regia di Anand Tucker (1998)
- Pandaemonium, regia di Julien Temple (2000)
- Le bianche tracce della vita (The Claim), regia di Michael Winterbottom (2000)
- 24 Hour Party People, regia di Michael Winterbottom (2002)
- Revengers Tragedy (2002)
- Codice 46 (Code 46), regia di Michael Winterbottom (2003)
- Millions, regia di Danny Boyle (2004)
- A Cock and Bull Story, regia di Michael Winterbottom (2006) (as Martin Hardy)
- Grow Your Own (2007)
- God on Trial (2008) TV
- Framed (2009)
- Le due vie del destino - The Railway Man (The Railway Man), regia di Jonathan Teplitzky (2013)
- Doctor Who - Serie TV, 1 episodio, 8x10 (2014)
- Vi presento Christopher Robin (Goodbye Christopher Robin), regia di Simon Curtis (2017)